# ɼ
Ne doit pas être confondu avec S insulaire ‹ Ꞅ ꞅ ›.
Cette page contient des caractères spéciaux ou non latins. S’ils s’affichent mal (▯, ?, etc.), consultez la page d’aide Unicode.
ɼ (uniquement en minuscule), appelé r prolongé, est une lettre additionnelle de l’alphabet latin. Elle était utilisée dans l'alphabet phonétique international jusqu’en 1989 pour représenter une consonne dorsoalvéolaire roulée. Elle est composée d’un r avec un fut descendant.

## Utilisation

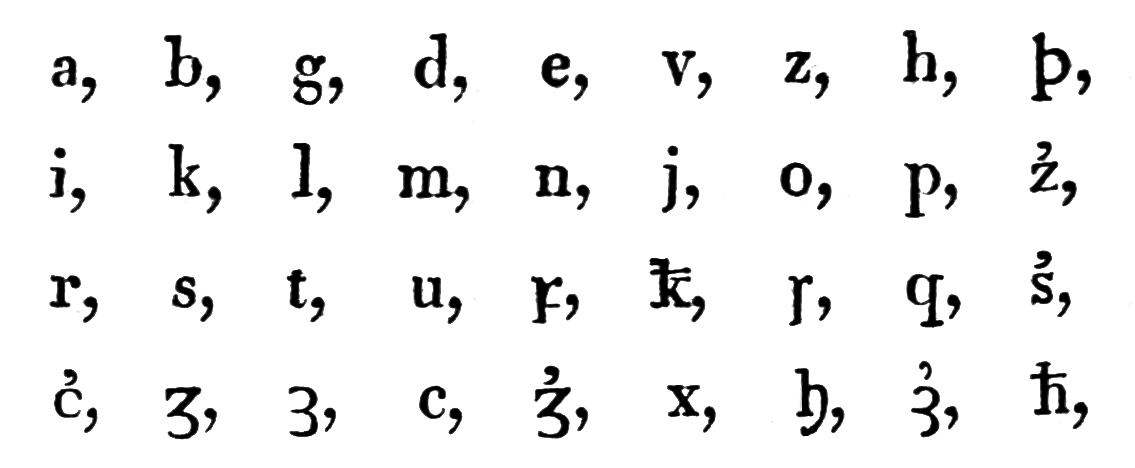
Alphabet proposé pour l’arménien par Rasmus Rask en 1832.

Rasmus Rask propose un alphabet latin pour l’écriture de l’arménien et du géorgien avec la lettre r prolongé, avec une forme similaire au s insulaire, dans Nonnulla de pleno systemate Sibilantium in lingvis montanis publié en 1832,.

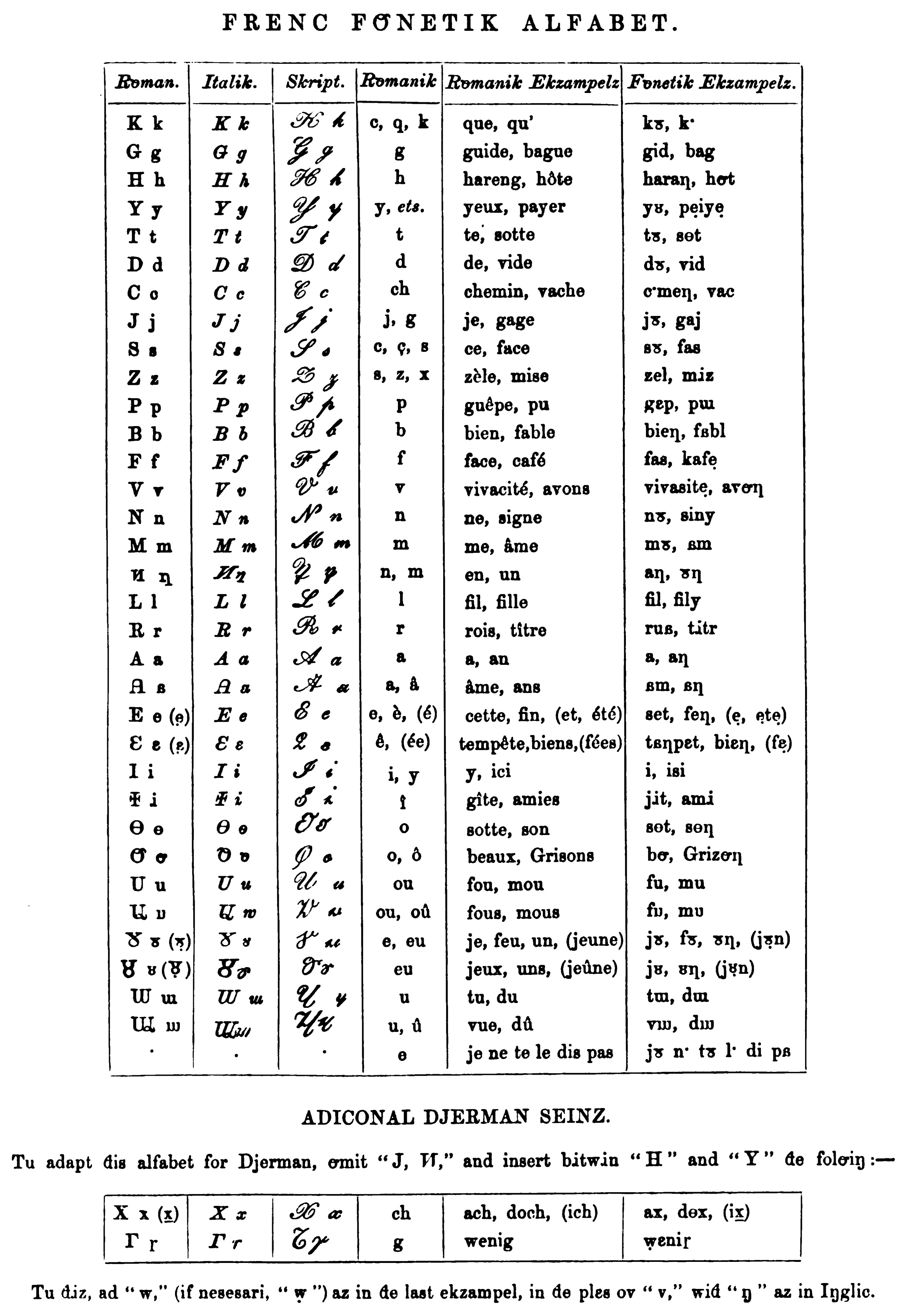
foo

Le r prolongé est utilisé dans certaines versions de l’Alphabet phonotypique, dont notamment l’alphabet phonétique général proposé par Charles Bagot Cayley de 1858 ou dans la version pour l’allemand de 1859.

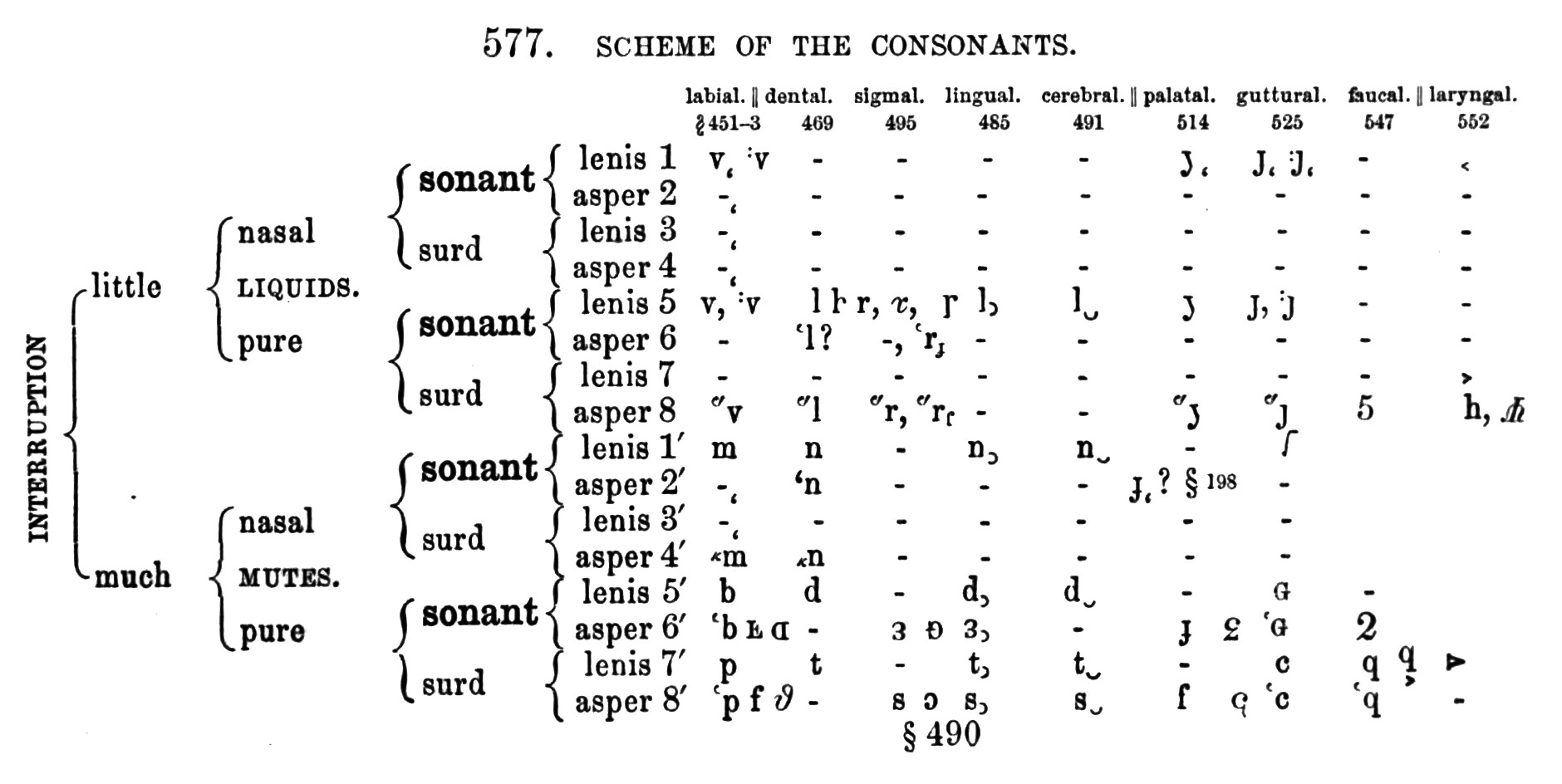
Tableau des consonnes dans Haldeman 1860.

En 1860, Samuel Stehman Haldeman utilise le r prolongé ‹ ɼ › comme symbole phonétique dans Analytic orthography pour représenter une consonne dentale,.
Dans les années 1910, John Knowles utilise le r prolongé comme lettre représentant une consonne roulée alvéolaire voisée [r] dans son alphabet phonétique pour l’écriture des langues d’Inde et du Pakistan.
Le r prolongé est utilisé pour représenter une consonne fricative vélaire sourde [x] dans l’orthographe xhosa proposée par le Xhosa Sub-Committe on Orthography et adoptée par le déparement de l’Éducation de la province du Province du Cap de Bonne Espérance dans les années 1930. Sa majuscule à la forme d’une capitale gamma grecque  ‹ Γ ›. La lettre est remplacée par la lettre r dans l’orthographe standardisée xhosa des années 1950 et est aujourd’hui transcrite avec le digramme rh.
Le r prolongé est proposé par Archibald Norman Tucker en 1949 pour l’orthographe du sotho du Nord.
Dans l’alphabet phonétique international, r prolongé [ɼ] est adopté en 1945 pour représenter une consonne dorsoalvéolaire roulée notamment dans la transcription du tchèque, remplaçant ‹ ř › précédemment utilisé. Elle est représentée par [r̝] depuis 1989.

## Représentations informatiques
Le r prolongé peut être représenté avec les caractères Unicode (Alphabet phonétique international) suivants :
| formes    | représentations | chaînes de caractères | points de code | descriptions                       |
| --------- | --------------- | --------------------- | -------------- | ---------------------------------- |
| minuscule | ɼ               | ɼ                     | U+027C         | lettre minuscule latine r prolongé |